# 熊本市立河内小学校
熊本市立河内小学校（くまもとしりつ かわちしょうがっこう）は、熊本県熊本市西区河内町船津にある公立小学校。かつては分校として熊本市立河内小学校白浜分校があった。熊本市立河内中学校と連携型小中一貫教育を行っている。

## 沿革
- 1875年（明治8年） - 河内学校、船津学校、白浜学校、塩屋学校創立。
- 1887年（明治20年） - 塩屋尋常小学校、河内尋常小学校と改称
- 1898年（明治31年） - 塩屋尋常小学校を河内尋常小学校に合併
- 1904年（明治37年）1月 - 船津尋常小学校を河内尋常小学校に合併
- 1902年（明治37年）4月 - 白浜尋常小学校を合併し河内尋常高等小学校と改称し、白浜分教場を置く
- 1941年（昭和16年） - 河内国民学校と改称
- 1947年（昭和22年） - 河内村立河内小学校と改称
- 1956年（昭和31年） - 河内村､芳野村合併により、河内芳野村立河内小学校と改称
- 1971年（昭和46年） - 町制施行により河内町立河内小学校と改称
- 1991年（平成3年） - 熊本市と合併し熊本市立河内小学校と改称
- 2018年（平成30年） - 白浜分校が閉校